# Палаццо Барбаран-да-Порто
Палац Барбаранів або Палаццо Барбаран-да-Порто  (італ. Palazzo Barbaran da Porto) — міський палац у місті Віченца, перетворений нині на центр вивчення мистецької спадщини архітектора Андреа Палладіо.

## Історія
Палац Барбаран-да-Порто належить до відомих творів архітектора Андреа Палладіо. Але архітектор був змушений працювати не на порожньому місці, що є бажаним для архітекторів, а перебудував декілька споруд, що вже існували на цьому місці і всі належали родині Барбаранів.
Замовником робіт був аристократ Монтано Барбарано, прізвище котрого збережене у назві палацової споруди. Замовник навіть потрапив до видання автора Якопо Марцарі «Історія Віченци», де оспівані традиційні переваги італійського аристократа — знання літератури та прихильність до музики. Відомо, що в палаці була колекція музичних інструментів.
Будівельний період тривав у 1570-1575 роках. Андреа Палладіо вже створив головний фасад нового палацу, коли володар додав до родинного майна будинок, що стояв впритул до його палацу. Тому новий палац має асиметрично розміщений головний вхід, котрий вимушено залишили на тому ж місці. Палладіо майстерно приховав асиметрію палацових стін, що розміщені під кутом до площини головного фасаду. За ним — зала з чотирма колонами, що передує внутрішньому дворику. Привітності і світськості внутрішньому дворикові додають відкриті лоджії на двох поверхах палацу.
Палац розглядався як розкішна резиденція. Тому для її декорування залучили низку відомих місцевих художників-декораторів. Тут попрацювали Ансельмо Канега, Андреа Вічентіно, Джованні Баттіста Зелотті (епігон декоративної манери венеціанського художника Паоло Веронезе), він же був декоратором вілли Емо, теж створеної Андреа Палладіо.
1994 року палац внесений до переліку всесвітньої спадщини ЮНЕСКО.

## Галерея фото

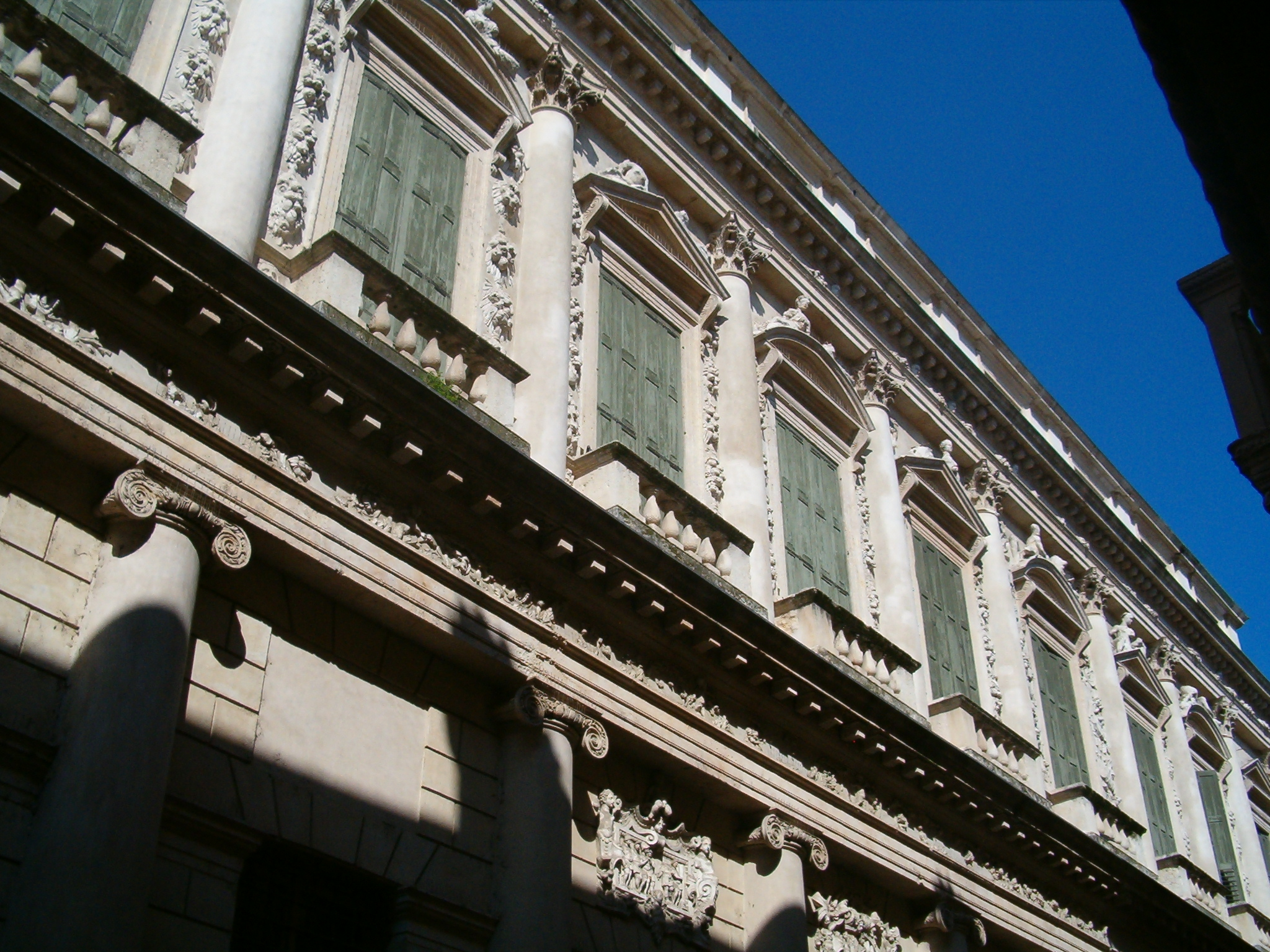
Головний фасад

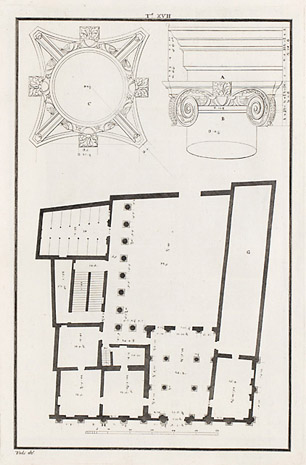
Поземний план палацу Барбарано, 1776 рік

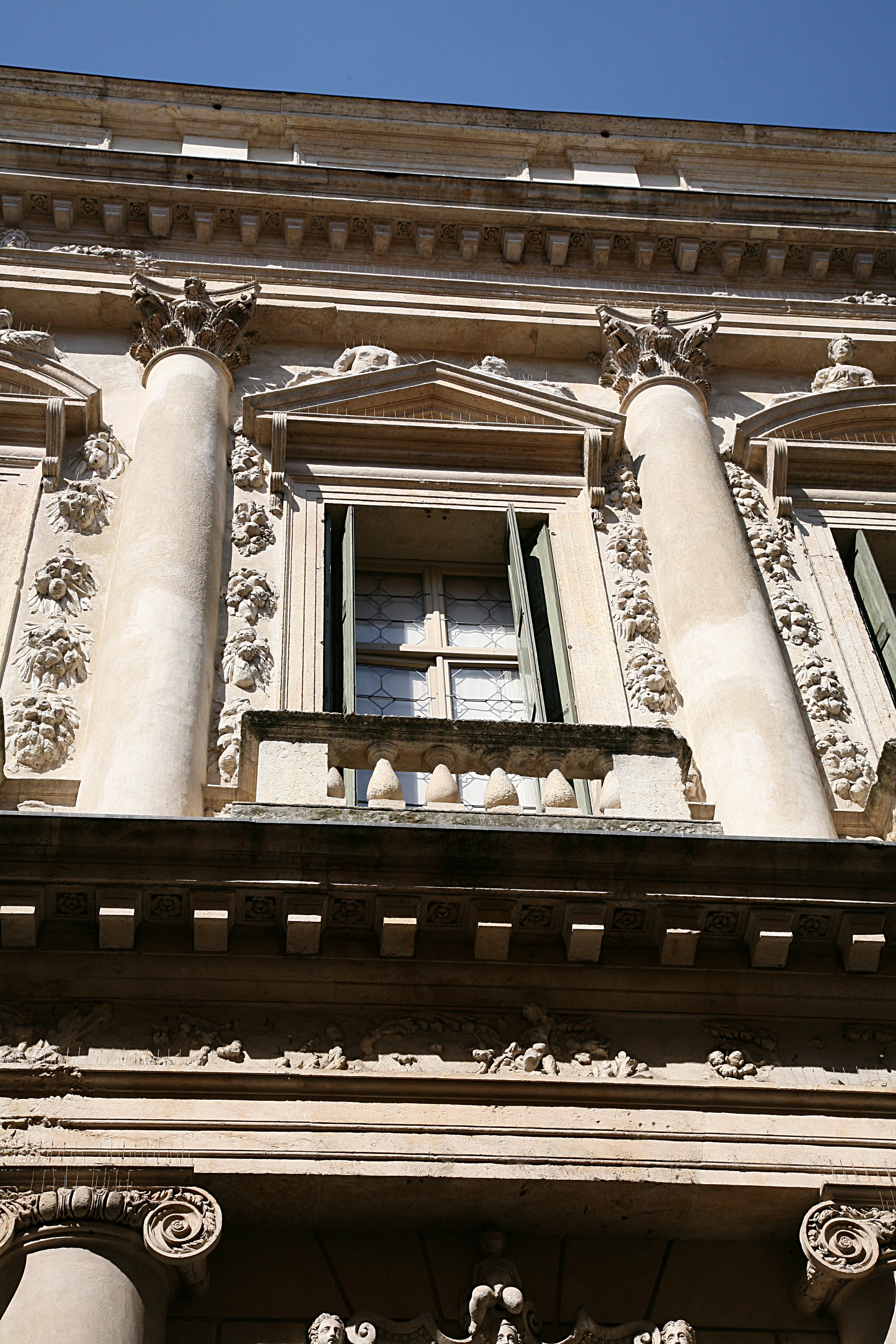
Декор головного фасаду
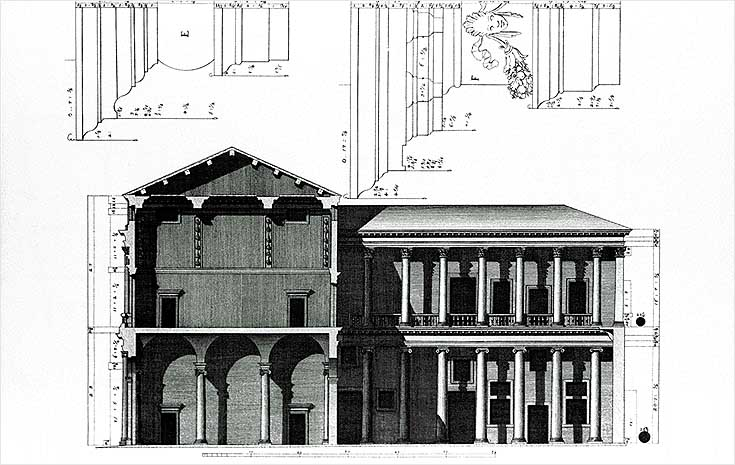
Розріз через внутрішній дворик
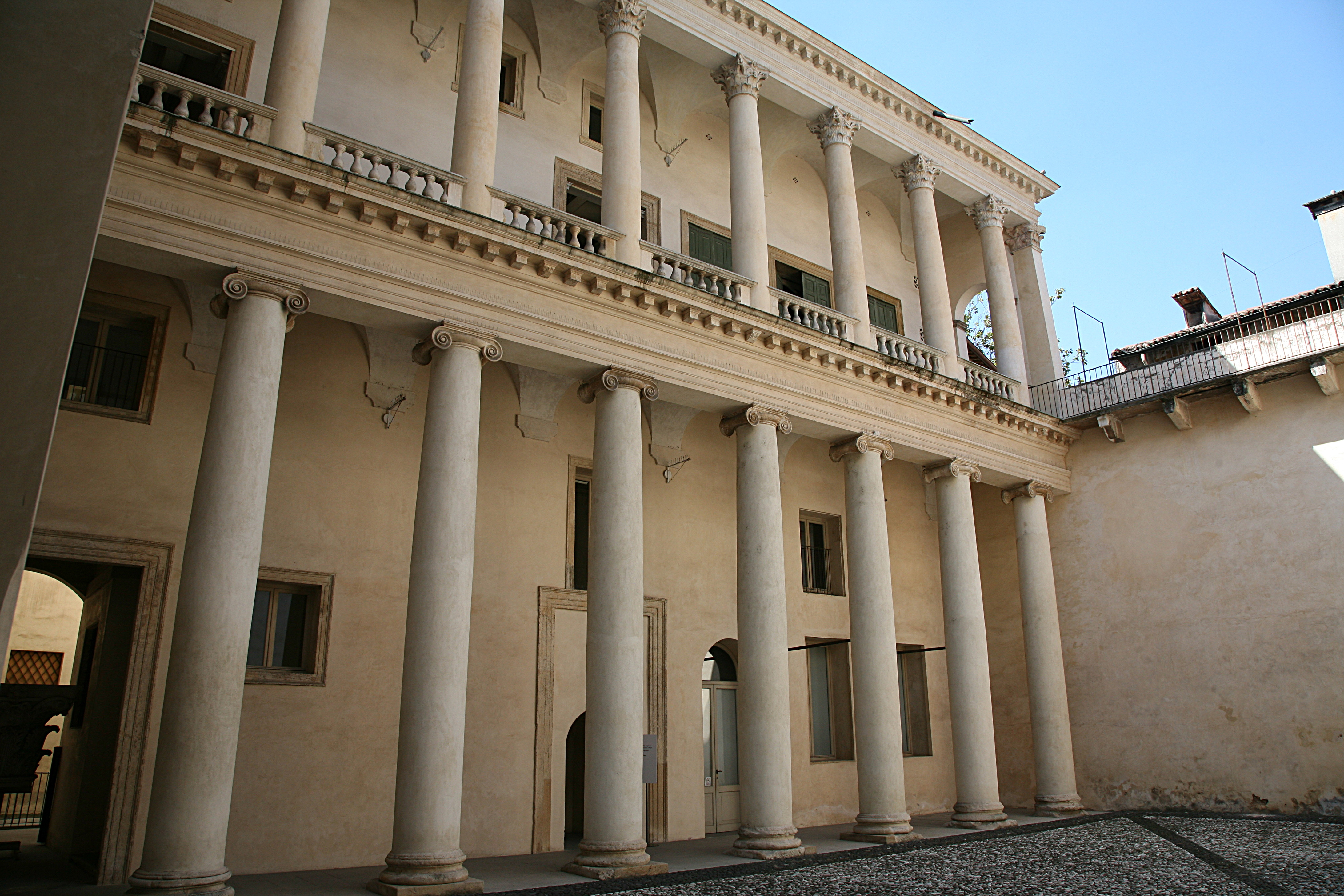
Лоджія у внутрішній дворик
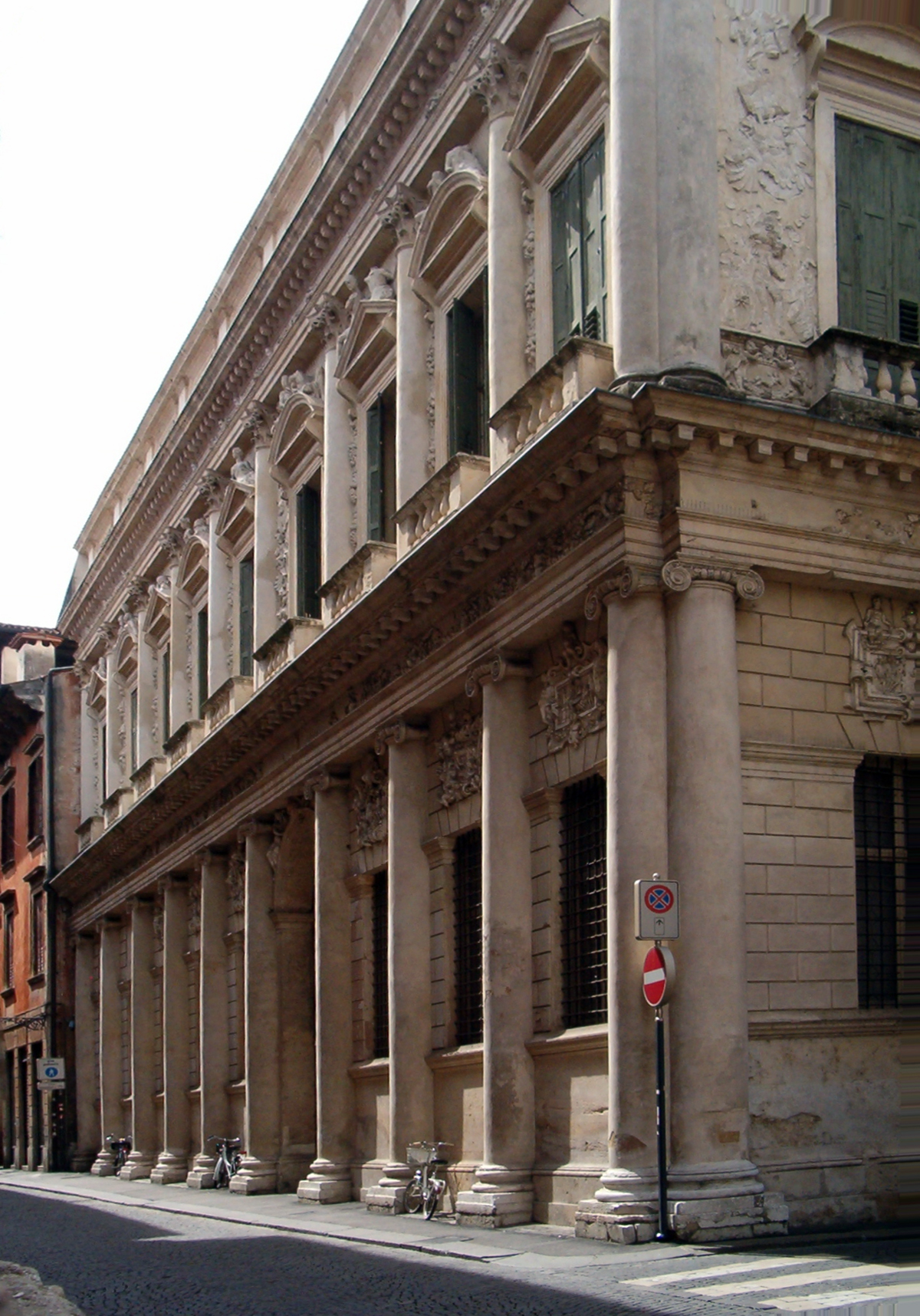
Фасад на вулицю